# Isla Marovo
La isla Marovo es una isla de las Islas Salomón. Está ubicada en la Provincia Occidental. Marovo fue la isla donde operó principalmente el marinero y autor australiano John Cromar en sus últimos años.